# Penrod (film)
Penrod è un film muto del 1922 diretto da Marshall Neilan.
La sceneggiatura firmata da Lucita Squier è basata sul lavoro teatrale Penrod, a Comedy in Four Acts tratto dal romanzo Penrod (1914) di Booth Tarkington. È il primo di una lunga serie di film dedicati tra il 1922 e il 1938 al personaggio di "Penrod Schofield".
Vi compaiono come interpreti alcuni tra i più celebri attori bambini del periodo: Wesley Barry ("Penrod"), Gordon Griffith ("Sam"), Newton Hall ("George"), Baby Peggy ("Bay Rennsdale"), Muriel McCormac e (non accreditati) Lina Basquette, Noah Beery Jr., Peggy Cartwright e Jackie Condon. Sull'onda del successo delle Simpatiche canaglie, è uno dei primi lungometraggi ad includere nel cast dei protagonisti due attori bambini afroamericani: Ernest Morrison ("Herman") e la sua sorellina Florence Morrison (anch'essa in un ruolo maschile, quello di "Verman").

## Trama
Penrod Schofield è un ragazzino la cui vivacità e intraprendenza sono causa di un sacco di problemi nella sua comunità. Nel nome della protezione dei bambini dai genitori troppo severi e dai cattivi vicini di casa, Penrod forma e dirige l'ABPA (American Boys' Protective Association), una banda multietnica di ragazzini del quartiere. Le loro azioni sconvolgono una serie di eventi sociali locali. I cittadini sono piuttosto stufi di Penrod e della sua banda, ma quando un paio di fuorilegge arrivano in città, Penrod e i suoi amici mostrano tutto il loro coraggio.

## Produzione
Il film fu prodotto dalla Marshall Neilan Productions.

## Distribuzione
Distribuito dalla Associated First National Pictures, il film uscì nelle sale cinematografiche statunitensi il 20 febbraio 1922. In Germania, venne distribuito dall'Universum Film (UFA) nel luglio del 1924 con il titolo Der Klub der Unterirdischen.